# Pulaski (Géorgie)
Pour les articles homonymes, voir Pulaski.
Pulaski est une ville américaine située dans le comté de Candler, en Géorgie. Selon le recensement de 2020, sa population est de 211 habitants.